# Hrastina Samoborska
Hrastina Samoborska – wieś w Chorwacji, w żupanii zagrzebskiej, w mieście Samobor. W 2011 roku liczyła 837 mieszkańców.